# Max Woltman
Max Reuben Woltman (Wirral, 20 augustus 2003) is een Engels voetballer die sinds 2023 onder contract ligt bij Liverpool FC.

## Carrière
Woltman sloot op zevenjarige leeftijd aan bij de jeugdopleiding van Liverpool FC. In januari 2021 ondertekende hij zijn eerste profcontract bij de club. Op 24 mei 2021 verloor hij met de U18 van Liverpool de finale van de FA Youth Cup tegen Aston Villa.
Op 7 december 2021 maakte hij zijn officiële debuut in het eerste elftal van Liverpool: op de zesde speeldag van de groepsfase van de Champions League liet trainer Jürgen Klopp hem tijdens de blessuretijd invallen voor Takumi Minamino. Liverpool was reeds na vier speeldagen geplaatst voor de knock-outfase en was zelfs al zeker van de groepswinst, dus er stond niets meer op het spel. Op 9 januari 2022 mocht hij in de FA Cup een helft meespelen tegen Shrewsbury Town.
In het seizoen 2022/23 speelde Woltman op uitleenbasis bij vierdeklasser Doncaster Rovers. Na afloop van de uitleenbeurt liet Liverpool hem op definitieve basis vertrekken naar derdeklasser Oxford United.

## Clubstatistieken
| Seizoen         | Club               | Land              | Competitie      | Competitie | Competitie | Beker | Beker | Supercup | Supercup | Europees | Europees | Totaal | Totaal |
| Seizoen         | Club               | Land              | Competitie      | Wed.       | Dlp.       | Wed.  | Dlp.  | Wed.     | Dlp.     | Wed.     | Dlp.     | Wed.   | Dlp.   |
| --------------- | ------------------ | ----------------- | --------------- | ---------- | ---------- | ----- | ----- | -------- | -------- | -------- | -------- | ------ | ------ |
| 2021/22         | Liverpool FC       | Vlag van Engeland | Premier League  | 0          | 0          | 1     | 0     | —        | —        | 1        | 0        | 2      | 0      |
| 2022/23         | → Doncaster Rovers | Vlag van Engeland | League Two      | 13         | 0          | 1     | 0     | —        | —        | —        | —        | 14     | 0      |
| 2023/24         | Oxford United      | Vlag van Engeland | League One      | 0          | 0          | 3     | 0     | —        | —        | —        | —        | 3      | 0      |
| 2024/25         | Oxford United      | Vlag van Engeland | Championship    | 0          | 0          | 0     | 0     | —        | —        | —        | —        | 0      | 0      |
| Carrière totaal | Carrière totaal    | Carrière totaal   | Carrière totaal | 13         | 0          | 5     | 0     | 0        | 0        | 1        | 0        | 19     | 0      |

Bijgewerkt op 19 augustus 2024.